# Walton Goggins
Walton Sanders Goggins Jr. (Birmingham, Alabama, USA, 1971. november 10.) amerikai színész.
2001-ben az általa főszereplőként jegyzett The Accountant című rövidfilm Oscar-díjat nyert a legjobb élőszereplős rövidfilm kategóriában. Jelölést kapott a Primetime Emmy-díj a legjobb férfi főszereplőnek kategóriában A törvény embere című FX sorozatért.

## Gyermekkora
Az Alabama állambeli Birminghamben született, Janet Long és Walton Sanders Goggins fia. A georgiai Lithia Springsben nevelkedett fel, a Lithia Springs-i középiskolába járt és egy évig a georgiai Southern Egyetemre.

## Magánélete
Goggins feleségül vette a kanadai születésű Leanne Kaun-t, akinek a kaliforniai Laurel Canyonban volt egy kutyasétáltató vállalkozása, és 2004. november 12-én öngyilkosságot követett el. 2011 augusztusában vette feleségül Nadia Conners filmrendezőt. Van egy fiuk, Augustus (2011 februárjában született).
Goggins néhány fotóját egy blogon mutatja be, amelyet akkor hozott létre, amikor szabadságra ment, és beutazta Indiát. Számos nonprofit szervezetben tevékenykedik, amelyek a környezetvédelmi munkától kezdve a humanitárius munkáig terjednek. Részt vett a Global Green USA rendezvényein. Társtulajdonos egy szeszipari cégben, a Mulholland Distillingben.

## Filmográfia

### Film
| Év   | Magyar cím                                     | Eredeti cím                      | Szerep                        | Magyar hang     | Rendező            |
| ---- | ---------------------------------------------- | -------------------------------- | ----------------------------- | --------------- | ------------------ |
| 1992 |                                                | Mr. Saturday Night               | rettegő gyerek                |                 | Billy Crystal      |
| 1992 | Halhatatlan szerelem                           | Forever Young                    | katonai rendőr a kapunál      | Breyer Zoltán   | Steve Miner        |
| 1994 | Az új karate kölyök                            | The Next Karate Kid              | Charlie                       |                 | Christopher Cain   |
| 1997 | Az apostol                                     | The Apostle                      | Sam                           |                 | Robert Duvall      |
| 1997 | Halálkanyar                                    | Switchback                       | Bud                           | Juhász György   | Jeb Stuart         |
| 1998 | A nagy csapat 3.                               | Major League: Back to the Minors | Billy 'Belvár' Anderson       | Csőre Gábor     | John Warren        |
| 1998 | A nagy csapat 3.                               | Major League: Back to the Minors | Billy 'Belvár' Anderson       | Joó Gábor       | John Warren        |
| 1999 |                                                | Wayward Son                      | ültetvényes                   |                 | Randall Harris     |
| 2000 |                                                | Red Dirt                         | Lee Todd                      |                 | Tag Purvis         |
| 2000 | Jackie Chan: Új csapás                         | Shanghai Noon                    | Wallace                       | Kaszás Mihály   | Tom Dey            |
| 2000 | A holló 3. – A megváltás                       | The Crow: Salvation              | Stan Roberts nyomozó          |                 | Bharat Nalluri     |
| 2001 |                                                | The Accountant (rövidfilm)       | Tommy O'Dell                  |                 | Ray McKinnon       |
| 2001 | A papa és ők                                   | Daddy and Them                   | Tommy Christian               |                 | Billy Bob Thornton |
| 2001 | Kéjutazás                                      | Joy Ride                         | zsaru                         |                 | John Dahl          |
| 2002 | A Bourne-rejtély                               | The Bourne Identity              | kutató                        | Szatmári Attila | Doug Liman         |
| 2003 | 1000 halott háza                               | House of 1000 Corpses            | Steve Naish seriffhelyettes   |                 | Rob Zombie         |
| 2003 |                                                | Apple Jack (rövidfilm)           | Moe Danyou                    |                 | Mark Whiting       |
| 2004 |                                                | Chrystal                         | Larry                         |                 | Ray McKinnon       |
| 2005 | A leggyorsabb Indian                           | The World's Fastest Indian       | Marty Dickerson               | Dolmány Attila  | Roger Donaldson    |
| 2006 | A rombolás ideje                               | The Architect                    | Joe                           | Dányi Krisztián | Matt Tauber        |
| 2007 |                                                | Randy and The Mob                | Tino Armani                   |                 | Ray McKinnon       |
| 2008 | Szárnyas teremtmények                          | Winged Creatures                 | Zack                          |                 | Rowan Woods        |
| 2008 |                                                | Miracle at St. Anna              | Nokes                         |                 | Spike Lee          |
| 2009 | Életem farmja                                  | That Evening Sun                 | Paul Meecham                  | Juhász Zoltán   | Scott Teems        |
| 2009 | Lezúzva                                        | Damage                           | Reno                          | Szatmári Attila | Jeff F. King       |
| 2010 | Ragadozók                                      | Predators                        | Stans                         | Takátsy Péter   | Antal Nimród       |
| 2011 | Cowboyok és űrlények                           | Cowboys & Aliens                 | Hunt                          | Makranczi Zalán | Jon Favreau        |
| 2011 | Szalmakutyák                                   | Straw Dogs                       | Daniel Niles                  |                 | Rod Lurie          |
| 2012 | Lincoln                                        | Lincoln                          | Clay Hawkins                  | Pálfai Péter    | Steven Spielberg   |
| 2012 | Django elszabadul                              | Django Unchained                 | Billy Crash                   | Makranczi Zalán | Quentin Tarantino  |
| 2013 |                                                | Officer Down                     | Nick Logue nyomozó / Angel    |                 | Brian A. Miller    |
| 2013 | G.I. Joe: Megtorlás                            | G.I. Joe: Retaliation            | Nigel James börtönigazgató    | Fekete Ernő     | Jon M. Chu         |
| 2013 | Machete gyilkol                                | Machete Kills                    | El Cameleón                   | Mészáros Máté   | Robert Rodríguez   |
| 2015 | Mojave                                         | Mojave                           | Jim                           | Jantyik Csaba   | William Monahan    |
| 2015 | BeSZERvezve                                    | American Ultra                   | Vihánc                        | Bordás János    | Nima Nourizadeh    |
| 2015 |                                                | Diablo                           | Ezra                          |                 | Lawrence Roeck     |
| 2015 | Aljas nyolcas                                  | The Hateful Eight                | Chris Mannix seriff           | Kaszás Gergő    | Quentin Tarantino  |
| 2017 | A három Krisztus                               | Three Christs                    | Leon                          | Makranczi Zalán | Jon Avnet          |
| 2018 | Az útvesztő: Halálkúra                         | Maze Runner: The Death Cure      | Lawrence                      | Mihályfi Balázs | Wes Ball           |
| 2018 | Tomb Raider                                    | Tomb Raider                      | Mathias Vogel                 | Kaszás Gergő    | Roar Uthaug        |
| 2018 | A Hangya és a Darázs                           | Ant-Man and the Wasp             | Sonny Burch                   | Kaszás Gergő    | Peyton Reed        |
| 2019 | Azok, kik követik                              | Them That Follow                 | Lemuel Childs                 | Fillár István   | Britt Poulton      |
| 2019 | Azok, kik követik                              | Them That Follow                 | Lemuel Childs                 | Fillár István   | Dan Madison Savage |
| 2019 | Volt egyszer egy Hollywood (bővített változat) | Once Upon a Time in Hollywood    | Old Chattanooga Beer (hangja) |                 | Quentin Tarantino  |
| 2020 | Szavak a falakon                               | Words on Bathroom Walls          | Paul                          | Stohl András    | Thor Freudenthal   |
| 2020 | A dagadék                                      | Fatman                           | sovány férfi                  | Makranczi Zalán | Eshom és Ian Nelms |
| 2021 | Szilaj: Zabolátlanok                           | Spirit Untamed                   | Hendricks (hangja)            |                 | Elaine Bogan       |
| 2022 |                                                | Dreamin' Wild                    | Joe                           |                 | Bill Pohlad        |

### Televízió
| Év        | Magyar cím                             | Eredeti cím                          | Szerep                                                 | Megjegyzések                                            |
| --------- | -------------------------------------- | ------------------------------------ | ------------------------------------------------------ | ------------------------------------------------------- |
| 1989–1992 | Az éjszaka árnyai                      | In the Heat of the Night             | csapattárs / Darrell / Robbie Jeffries / Garth Warkins | 4 epizód                                                |
| 1990      |                                        | Murder in Mississippi                | Lyle                                                   | tévéfilm                                                |
| 1992      | Beverly Hills 90210                    | Beverly Hills, 90210                 | Mike Muchin                                            | 1 epizód                                                |
| 1992      |                                        | Stay the Night                       | Wayne Seagrove                                         | tévéfilm                                                |
| 1993      |                                        | Queen                                | fiatal férfi                                           | 1 epizód                                                |
| 1993      | Renegade – A fejvadász                 | Renegade                             | Lance                                                  | 1 epizód                                                |
| 1995      | JAG – Becsületbeli ügyek               | JAG                                  | hadnagy                                                | 1 epizód                                                |
| 1996      |                                        | Humanoids from the Deep              | Rod                                                    | tévéfilm                                                |
| 1996      | Cherokee kölyök                        | The Cherokee Kid                     | Jim Bob                                                | - tévéfilm - magyar hangja: - Scherer Péter             |
| 1996      | Pacific Blue                           | Pacific Blue                         | Harv                                                   | 2 epizód                                                |
| 1996      | Sentinel – Az őrszem                   | The Sentinel                         | Mick                                                   | 1 epizód                                                |
| 1998      | New York rendőrei                      | NYPD Blue                            | Terry                                                  | 1 epizód                                                |
| 2001      | Gyilkos sorok – Az utolsó szabad ember | Murder, She Wrote: The Last Free Man | Billy Weber                                            | tévéfilm                                                |
| 2002–2007 | The Shield – Kemény zsaruk             | The Shield                           | Shane Vendrell                                         | - főszereplő - magyar hangja:[forrás?] - Rajkai Zoltán  |
| 2004      |                                        | Hawaii                               | Davis                                                  | 1 epizód                                                |
| 2007      | CSI: A helyszínelők                    | CSI: Crime Scene Investigation       | Marlon Frost                                           | 1 epizód                                                |
| 2009      | Gyilkos elmék                          | Criminal Minds                       | John Cooley                                            | 1 epizód                                                |
| 2009      | CSI: Miami helyszínelők                | CSI: Miami                           | Sean Echols                                            | 1 epizód                                                |
| 2010–2015 | A törvény embere                       | Justified                            | Boyd Crowder                                           | - főszereplő - magyar hangja:[forrás?] - Dolmány Attila |
| 2012      |                                        | Unsupervised                         | Bruce Lindsay (hangja)                                 | 1 epizód                                                |
| 2012–2014 | Kemény motorosok                       | Sons of Anarchy                      | Venus Van Dam                                          | 6 epizód                                                |
| 2014      | Balfékek                               | Community                            | Mr. Stone                                              | 1 epizód                                                |
| 2016–2017 | Kib*zgatóhelyettesek                   | Vice Principals                      | Lee Russell                                            | - főszereplő - magyar hangja: - Kaszás Gergő            |
| 2017      | Amerikai fater                         | Amerikai fater                       | Enoch (hangja)                                         | 1 epizód                                                |
| 2017–2018 | Six                                    | Six                                  | Richard "Rip" Taggart                                  | - főszereplő - magyar hangja: - Makranczi Zalán         |
| 2018      | Agymenők                               | The Big Bang Theory                  | Oliver                                                 | - 1 epizód - magyar hangja: - Dolmány Attila            |
| 2019      | Deep State – Háttérhatalom             | Deep State                           | Nathan Miller                                          | 8 epizód vezető producer                                |
| 2019–2021 | Unikornis                              | The Unicorn                          | Wade Felton                                            | főszereplő magyar hangja Szatmári Attila                |
| 2019–2025 | Az erényes Gemstone-ék                 | The Righteous Gemstones              | Baby Billy Freeman                                     | 24 epizód                                               |
| 2021      |                                        | Squidbillies                         | Bubba (hangja)                                         | 1 epizód                                                |
| 2021–2023 | Legyőzhetetlen                         | Invincible                           | Cecil Stedman (hangja)                                 | 11 epizód                                               |
| 2022      | Ptolemy Grey utolsó napjai             | The Last Days of Ptolemy Grey        | Dr. Rubin                                              | 5 epizód                                                |
| 2022–2023 |                                        | George & Tammy                       | Earl 'Peanutt' Montgomery                              | minisorozat (6 epizód)                                  |
| 2023      | Szűz jegyben születtem                 | I'm a Virgo                          | Jay Whittle / A Hős                                    | minisorozat (5 epizód)                                  |
| 2023      | A törvény embere: Detroit dzsungelében | Justified: City Primeval             | Boyd Crowder                                           | minisorozat (1 epizód)                                  |
| 2024–     | Fallout                                | Fallout                              | Cooper Howard / A Ghúl                                 | főszereplő magyar hangja Kaszás Gergő                   |
| 2024      | Mi lenne, ha…?                         | What If...?                          | Sonny Burch (hangja)                                   | 1 epizód magyar hangja Kaszás Gergő                     |
| 2025      | A Fehér Lótusz                         | The White Lotus                      | Rick Hatchett                                          | 8 epizód                                                |